# Alberta Highway 9
Der Alberta Highway 9 befindet sich in der kanadischen Provinz Alberta, er hat eine Länge von 325 km. Der Highway beginnt östlich von Calgary am Highway 1 und endet an der Grenze zu Saskatchewan, er wird dort als Saskatchewan Highway 7 weitergeführt. Die Route ist als Hauptroute (Core Route) Bestandteil des National Highway Systems.

## Streckenführung
Streckenbeginn ist am Highway 1 nördlich von Langdon. Die Route führt zunächst nach Norden. In Beiseker befindet sich eine Kreuzung, an der nach Westen hin Highway 72 beginnt, Highway 9 führt ab dort in östlicher Richtung. Ca. 20 km östlich von Beiseker kreuzt Highway 21. Kurz vor Drumheller führt der Highway wieder nach Norden, in Drumheller trifft von Süden her kommend Highway 10 und Highway 56, die von Rosedale her kommen. Die folgenden 22 km verlaufen gemeinsam mit Highway 56, bis dieser nach Norden hin abzweigt. An dieser Kreuzung beginnt Highway 27, der nach Westen führt, Highway 9 führt ab dort wieder nach Osten.